# 穴水要七
穴水 要七（あなみず ようしち、1875年（明治8年）1月19日 - 1929年（昭和4年）1月3日）は、明治後期から昭和初期の実業家、政治家。衆議院議員。旧姓は小野。

## 経歴
山梨県巨摩郡、のちの北巨摩郡旭村（現韮崎市）で、小野八左衛門の二男として生まれる。甲府市金手町の穴水嘉三郎の店に奉公し、1898年（明治31年）7月、嘉三郎の養子となる。米相場で失敗して破産した。
1901年（明治34年）横浜に移り米穀、肥料、食塩商を営む。1908年（明治41年）上京して富士製紙に入社し、実績を積み1918年（大正7年）専務取締役に就任した。製紙業に重要な電力に関心を向け、1921年（大正10年）北海道電燈（のち大日本電力）を設立して社長となる。その他、中央ゴム工業社長、小武川電力社長、登帆炭鑛社長、士別軌道社長なども務めた。
牛田唯一の死去に伴い1918年（大正7年）12月に実施された第13回衆議院議員総選挙山梨県郡部補欠選挙で初当選。以後、第16回総選挙まで再選され、衆議院議員に4期在任した。この間、立憲政友会総務などを務めたが、議員在任中の1929年1月に死去した。墓所は鶴見總持寺。

## 国政選挙歴
- 第13回衆議院議員総選挙補欠選挙（山梨県郡部、1918年12月、立憲政友会）当選[7][9]
- 第14回衆議院議員総選挙（山梨県第3区、1920年5月、立憲政友会公認）当選[10]
- 第15回衆議院議員総選挙補欠選挙（山梨県第5区、1927年3月、立憲政友会）当選[11][12]
- 第16回衆議院議員総選挙（山梨県全県区、1928年2月、立憲政友会）当選[13]